# 阮漢
蒞郡公阮漢（越南语：／；16世紀？—1593年），廣南阮主第一代領袖阮潢的次子。
阮漢生母為無考，史載他「勇敢善戰」，在後黎朝任左都督。光興十六年（1593年），莫朝餘黨（某氏）建和（某氏）義聚集在山南下（南定），阮潢討伐他們，阮漢則在林僊州力抗莫敬恭，最後戰死。黎世宗黎維潭十分可惜，追封蒞仁公（一作蒞忠公），葬清化，有子太宰阮潶和阮泳；阮潶的後裔居住在清化，嘉隆元年（1802年）賜姓阮祐氏。